# Eparquía de Arad
La Eparquía de Arad o Arzobispado de Arad (en rumano: Arhiepiscopia Aradului), anteriormente el Obispado de Arad (en rumano: Episcopia Aradului, en serbio: Арадска епархија ) es una sede episcopal de la Iglesia Ortodoxa Rumana (anteriormente de la Iglesia Ortodoxa Serbia), bajo la administración del Metropolitanato de Banato sobre el distrito de Arad en Rumania. El titular actual es el obispo Timotei Seviciu.

## Historia
La historia del cristianismo ortodoxo oriental en el territorio del obispado actual es muy larga y se remonta a finales de la Antigüedad y principios de la Edad Media. La Eparquía de Arad en su forma moderna fue creada después de la guerra austro-turca (1683-1699) , en 1706 cuando la ciudad de Arad y su región se convirtieron en parte de la Monarquía de los Habsburgo. Durante el siglo XVIII y hasta mediados del siglo XIX, la Eparquía estuvo bajo la jurisdicción del Metropolitanato de Karlovci. La Eparquía de Arad también tenía un importante vicariato regional en la ciudad de Oradea. La mayoría de los cristianos ortodoxos orientales de esta Eparquía eran de etnia rumana y la minoría eran de etnia serbia y griega. Siguiendo la voluntad de la mayoría, la Eparquía de Arad fue transferida en 1865 de la jurisdicción del ahora Patriarcado de Karlovci a la jurisdicción del recién creado Metrópolitanato de Sibiu. Después de la Primera Guerra Mundial y la creación de Rumania, pasó a formar parte de la Iglesia Ortodoxa Rumana. En 2009, el obispado fue elevado a arzobispado bajo el metropolitanato de Banato.